# المقبرة الجلمودية
المقبرة الجلمودية  هو معلم أثري تونسي مصنف من قبل المعهد الوطني للتراث يقع في ولاية الكاف في الوسط الغربي التونسي، تحديدا في مدينة قصر قصيبة  تم تصنيف المعلم في 8 ماي 1895	.

## مقالات ذات صلة
- قائمة المعالم الأثرية المصنفة في تونس